# Durok
Durok – osada w Polsce położona w województwie dolnośląskim, w powiecie wrocławskim, w gminie Siechnice.
W latach 1975–1998 miejscowość należała administracyjnie do województwa wrocławskiego.
Na terenie miejscowości mieszczą się dwa gospodarstwa rolne, gospodarstwo agroturystyczne i stadnina koni. Do osady można dojechać korzystając z autobusu podmiejskiego o numerze 920.